# Герой Республіки (Сирія)
Орден «Герой Республіки» (араб. وسام بطل الجمهورية) — найвища нагорода Сирійської Арабської Республіки.

## Історія та заснування
Звання «Герой Республіки» і однойменний орден є вищими ступенями відзнак в нагородній системі Сирійської Арабської Республіки. Встановлені декретом президента Сирії № 75 від 20 жовтня 1973 року у зв'язку з «жовтневої війною». Нагороджувалися «військовослужбовці Сирійської арабської армії за видатні бойові якості, що призвели до вирішального повороту в ході битви на користь Сирії і пілоти Військово-повітряних сил за п'ять повітряних перемог». У ході громадянської війни в Сирії, законом президента № 6 від 17 лютого 2016 року в декрет внесені зміни в частині закріплення того, що орден може вручатися «цивільним особам, які вчинили славні дії на благо військових зусиль для досягнення перемоги», а також «військовослужбовцям братніх і дружніх армій, які беруть участь поряд з Сирійської арабської армією в боротьбі проти терористичних банд і ворожих елементів».

## Опис
Стрічка ордена — блідо-блакитного кольору з шістьма білими смужками.

## Нагороджені
Під час «жовтневої війни 1973 року нагороджений орденом 41 сирійський військовослужбовець. Також його удостоєні радянські космонавти Олександр Александров (1987), Олександр Вікторенко (1987), Олександр Лавейкін (1987), Юрій Романенко (1987). При цьому єдиний сирійський космонавт Мухаммед Ахмед Фаріс нагороду не отримав. В останні роки удостоївся ордена російський генерал Валерій Асапов (2017).